# Lygromma senoculatum
Lygromma senoculatum är en spindelart som beskrevs av Simon 1893. Lygromma senoculatum ingår i släktet Lygromma och familjen Prodidomidae.
Artens utbredningsområde är Venezuela. Inga underarter finns listade i Catalogue of Life.